# Datenbankarchivierung
Datenbankarchivierung bezeichnet in der Informatik Verfahren zur Gewährleistung einer auch längerfristigen Verfügbarkeit der erforderlichen Daten bezogen auf Datenbanksysteme.
Dies beinhaltet zum einen einfache Backup/Recovery-Verfahren, die durch die meisten Datenbankmanagementsysteme bereitgestellt werden. Zum anderen beinhaltet das aber auch eine anwendungsorientierte Datenbankarchivierung.
Eine anwendungsorientierte Datenbankarchivierung weist dabei folgende charakteristischen Eigenschaften auf:
- Archivierung logischer Datengranulate: Auf Grundlage des jeweiligen Datenmodells können die zur archivierenden Datenausschnitte einzeln ausgewählt werden.
- Benutzerveranlassung: Ein Archivierungsvorgang kann ereignisgesteuert oder durch einen Benutzer explizit veranlasst werden.
- Datenauslagerung:  Die operativen Daten sind physisch von den archivierten Daten getrennt.
- Archivzugriff: Der Zugriff auf die archivierten Daten muss bei Bedarf explizit angefordert werden. Dann werden die Daten wieder  in die ursprüngliche Datenbank zurückgeführt.

Wichtige Aspekte der Datenbankarchivierung sind auch der Schutz der Datenintegrität (besonders wichtig im Hinblick auf gesetzliche Vorgaben), die Erhaltung der Information zur Datenherkunft und Datenautoren (Authentizität) sowie die Bewahrung des Lesbarkeit und Verständlichkeit der archivierten Daten. Letzterer Aspekt ist bei der Archivierung von Datenbanken besonders kritisch, da die Primärdaten selbst atomisiert, d. h. in kleinstmögliche, nicht-redundante Einheiten aufgetrennt, in verschiedenen Tabellen vorliegen. Diese Tabellen sind bei relationalen Datenbanken durch Schlüsselfelder miteinander verbunden. Gehen diese Relationen zwischen Tabellen verloren, führt dies zu Informationsverlust, da z. B. für codierte Felder dann die Verbindung zu der Tabelle mit den Codes und deren Bedeutung verloren geht. Dadurch unterscheidet sich die Archivierung von Datenbanken auch erheblich von der Archivierung anderer digitaler Objekte.

## Abgrenzung zwischen Backup und Archivierung
Der Begriff Datenbankarchivierung beinhaltet nicht bei allen Autoren die Backup/Recovery-Verfahren. Manche Autoren unterscheiden zudem zwischen der Erstellung von Backups, der Archivierung zur Datenauslagerung und der langfristigen Archivierung von Datenbanken. Bei der langfristigen Archivierung ist die Zielsetzung gegenüber dem Backup komplett verschieden. Beim Backup einer Datenbank steht die kurzfristige und schnelle Verfügbarkeit von aktuellen Daten im Falle einer Fehlfunktion oder eines Datenverlustes aus einem aktuell operablen System im Vordergrund. Die Archivierung zur Datenauslagerung soll inaktive Daten aus einem aktuell operablen Datenbanksystem auslagern, um somit Abfragen und Sicherungsprozesse zu beschleunigen. Beides setzt eine aktiv betriebene Datenbank voraus und in beiden Fällen wird lediglich eine Kopie der Daten erstellt (und bei der Auslagerung die Originaldaten gelöscht). Sowohl Erstellung als auch Re-Import der Daten sind dabei eng an die jeweilige Datenbankmanagementsoftware gebunden. Dagegen zielt die langfristige Datenbankarchivierung auf eine langfristige, die Datenintegrität garantierende und herstellerunabhängige Aufbewahrung von strukturierten Daten. Für eine herstellerunabhängige Aufbewahrungsform ist eine Loslösung der Daten von proprietären oder software-spezifischen Datenformaten notwendig (Normalisierung).